# Watertoren (Goor)
De watertoren in Goor is gebouwd in 1915. De watertoren heeft een hoogte van 29 meter en een waterreservoir van 125 m³.